# Pinyega (település)
Pinyega (oroszul: Пинега) település Oroszország Arhangelszki területén, a Pinyegai járásban. 
Lakossága: 3225 fő (a 2010. évi népszámláláskor).

## Elhelyezkedése
Az Arhangelszki terület északi részén, Arhangelszktől 230 km-re keletre, a Pinyega (az Északi-Dvina mellékfolyója) jobb partján helyezkedik el.

## Története
A „legenda” szerint a mai Pinyega helyén egykor a finnugor csugy nép piny nevű törzsének központja állt. Őket a novgorodiak kiszorították a területről és megalapították saját településüket. 
Írott forrás először 1137-ben említi. Története során több alkalommal száműzöttek lakhelye volt. Itt töltötte száműzetésben utolsó éveit Szofja Alekszejevna régensnő egykor nagyhatalmú kegyeltje, Vaszilij Vasziljevics Golicin herceg. A közeli kolostorban temették el.
1780-ban ujezd székhelye lett. A fűrészüzemek megjelenésével Arhangelszkben megnőtt a kereslet a jó minőségű faanyag iránt. A Pinyega menti erdőkben kitermelt és előkészített fát tavasszal tutajokkal úsztatták le a folyón.
A szovjet korszakban Pinyega 1929-től 1959-ig járási székhely volt. Az 1800-tól 1817-ig épült Szentháromság-székesegyházát 1936-ban felrobbantották, az építőanyagot széthordták.

## Természetvédelmi terület
1974-ben a településtől nyugatra-délnyugatra természetvédelmi területet alakítottak, tengelyében a Szotka folyóval, (melyet a Kuloj felső folyásának tartanak). Az eredetileg tervezett 172 ezer hektár helyett (a gazdasági szereplők ellenállása miatt) csak 41 422 hektárnyi területet később további kb. tízezer hektárral megtoldották. A védett részen mintegy 90 barlangot tartanak nyilván. Igazgatósága Pinyega településen van.

## Közlekedés
Az Arhangelszki terület népesebb vidékeitől nagy távolság és kiterjedt mocsárvilág választja el. Az Arhangelszkből kiinduló Belogorszkij–Pinyega–Szovpolje–Kimzsa–Mezeny útnak csak a kezdeti szakasza aszfaltozott, legnagyobb része földút; ősszel és tavasszal nem vagy alig járható.